# کیمیو اتو
کیمیو اتو (انگلیسی: Kimio Eto; تاریخ ورودی نامعتبر است – ۲۴ دسامبر ۲۰۱۲) موسیقی‌دان اهل ژاپن بود.